# Christopher Reeve
Christopher Reeve (født 25. september 1952, død 10. oktober 2004) var en amerikansk skuespiller, filminstruktør og forfatter, som måske er mest kendt for at have beklædt rollen som Superman på film.
I 1995 blev han lam i hele kroppen efter en opvisning med heste, hvor han faldt ned og brækkede en del af rygsøjlen og var derefter nødt til at bruge kørestol.

## Filmografi
- Den fortabte by (1995)
- Speechless (1994)
- Resten af dagen (1993)
- Teknisk uheld (1988)
- Superman: Kampen for fred (1987)
- Superman III (1983)
- Dødsfælden (1982)
- Superman på nye eventyr (1980)
- Superman (1978)